# A938 road
Die A938 road ist eine A-Straße in der schottischen Council Area Highland.

## Verlauf
Die Straße beginnt als Abzweigung von der A9 (Polmont–Scrabster) rund drei Kilometer westlich von Bogroy. Nach wenigen hundert Metern wird die Highland Main Line auf einer Brücke über die A938 geführt. Bogroy und Carrbridge anbindend, führt die Straße in östlicher Richtung. Bis zu ihrem Ende folgt sie dem Lauf des Dulnain, quert diesen jedoch nie. Hierbei führt sie durch eine dünnbesiedelte Region am Nordrand der Cairngorms. Die A938 passiert den See Lochanhully und erreicht die Ortschaft Duthil. Kurz zuvor mündet die B9007 (via A940 zur A939) ein. Die A938 erreicht schließlich Dulnain Bridge, wo sie eine der Hauptverkehrsstraßen bildet. Wenige hundert Meter jenseits der Ortschaft mündet sie nach einer Gesamtlänge von 14,8 km in die A95 ein.